# UIQ
UIQ（ゆーあいきゅー）はSymbian OS上で動作するユーザインタフェースの一種であり、UIQ Technology社の製品。タッチスクリーンをペンで操作するインタフェースが特徴である。
2002年に発売されたソニー・エリクソンのP800をはじめとしていくつかの携帯電話に搭載されている。国内向けの携帯電話では（NTTドコモ）モトローラのM1000に搭載されている。
UIQ Technology社は、2006年11月にソニー・エリクソンに買収されると報道され、2008年11月6日には全従業員の解雇を発表した。

## 採用メーカー
- モトローラ
- ソニー・エリクソン・モバイルコミュニケーションズ
- BenQ
- Nokia (Nokia 6708のみ)